# Westliche Marzellspitze
De Westliche Marzellspitze is een 3529 meter (volgens andere bronnen 3540 meter) hoge berg in de Ötztaler Alpen op de grens tussen het Oostenrijkse Tirol en het Italiaanse Zuid-Tirol.
De berg is de meest westelijke van de Marzellspitzen en wordt van zijn westelijke buurtop Similaun gescheiden door de Similaunjoch. De bergtop wordt tot de Schnalskam gerekend. De berg ligt ten zuiden van de Marzellferner. Belangrijk steunpunt voor beklimming van de berg is, zoals voor de omliggende bergtoppen, de Martin-Busch-Hütte.